# ZA-P-1405
La ZA-P-1405 es una carretera provincial perteneciente a la Red de Carreteras Provinciales de la Diputación de Zamora.
El inicio de esta carretera está en la capital de la provincia, Zamora, en la confluencia de la carretera con la avenida de Galicia y con la Cuesta de la Morana, y el final en la localidad alistana de Mahíde, donde enlaza con la ZA-912. La longitud de esta carretera es aproximadamente de 78,9 km y transcurre por las comarcas de Tierra del Pan, de Tierra de Alba y de Aliste.
Sus principales características son que consta de una sola calzada, con un carril para cada sentido de circulación y tiene un ancho de plataforma de 7 metros. Su limitación de velocidad interurbana es de 90 km/h y de 40 o 50 km/h en los núcleos urbanos.

## Nomenclatura[3]
Hasta 2002, no toda la carretera era competencia de la Diputación de Zamora, ya que ciertos tramos pertennecían a la Red de carreteras de la Junta de Castilla y León, según el Plan de Carreteras 2002-2007. Los siguientes tramos pertenecían a la Junta:
- Zamora - Carbajales de Alba, que anteriormente se denominaba  ZA-900 .
- Carbajales de Alba -  ZA-902 , que anteriormente se denominaba  ZA-941 .
- Torres de Aliste - Pobladura de Aliste, que anteriormente se denominaba  ZA-920 .

## Localidades de paso
- La Hiniesta[4]
- Andavías[5]
- Palacios del Pan[6]
- Manzanal del Barco[7]
- Carbajales de Alba[8]
- Muga de Alba[9]
- Losacino[10]
- Vegalatrave[11]
- Domez[12]
- Gallegos del Río[13]
- Valer[14]
- Bercianos de Aliste[15]
- San Vicente de la Cabeza[16]
- Palazuelo de las Cuevas[17]
- Las Torres de Aliste[18]
- Pobladura de Aliste[19]

## Tramos
| Tramo                                      | PK Inicio | PK Final | Longitud | Sección actual |
| ------------------------------------------ | --------- | -------- | -------- | -------------- |
| Zamora - La Hiniesta                       | 0,000     | 7,600    | 7,600    | 7/10           |
| La Hiniesta - Carbajales de Alba           | 7,600     | 27,800   | 20,200   | 6/10           |
| Carbajales de Alba - ZA-902                | 27,800    | 38,100   | 10,300   | 6/10           |
| ZA-902 - Bercianos de Aliste               | 38,100    | 57,500   | 19,400   | 6/10           |
| Bercianos de Aliste - Las Torres de Aliste | 62,500    | 71,970   | 9,470    | 6/10           |
| Las Torres de Aliste - Mahíde              | 71,970    | 78,900   | 6,930    | 6/10           |

## Trazado
La carretera comienza en la glorieta que conecta la ZA-P-1405 con el Polígono Industrial La Hiniesta y el vial que conecta la carretera y el polígono con la circunvalación ZA-20 (Avenida del Cardenal Cisneros). Tras superarla, la carretera abandona la localidad de Zamora y, tras conectar con el Polígono Industrial La Hiniesta Ampliación, desciende hacia el valle del Arroyo de Valderrey, en el cual se sitúa la localidad de La Hiniesta, localidad circunvalada por el suroeste. Poco después, la carretera cruza la línea Zamora-Ourense y, tras un tramo revirado, la carretera atraviesa Andavías, donde existe un estrechamiento muy peligroso, debido a que se sitúa entre dos curvas de 90 grados. Tras superar la localidad, la carretera entra en el pueblo de Palacios del Pan. Posteriormente comienza un tramo con curvas bastantes peligrosas, recomendadas a una velocidad de 60 km/h. A continuación, la carretera cruza el embalse de Ricobayo, a través del puente de Manzanal del Barco de 2007, la infraestructura más importante de la Red de Carreteras de la Diputación de Zamora. La carretera comienza entonces a ascender hasta llegar a la localidad de Manzanal del Barco, y, de este, la carretera llega a Carbajales de Alba, en la llanura de la Tierra de Alba. Hasta aquí es la antigua carretera ZA-900. El siguiente tramo coincide con la antigua ZA-941, que va desde Carbajales de Alba hasta el cruce de la ZA-902. En este tramo la carretera pasa por Muga de Alba, Losacino y el valle del Arroyo de Valdeladrón. Después del cruce de la ZA-902, la carretera pasa por Vegalatrave y Domez. En la primera, la carretera enlaza con la ZA-V-2421, que une la localidad con Fornillos de Aliste. Antes de llegar a la localidad de Gallegos del Río, la carretera tiene una fuerte pendiente con peligro de desprendimientos, pavimento deslizante y un cruce con la carretera que enlaza con la N-122, por lo que está limitada a 40 km/h. Al final de esta, está el puente sobre el río Aliste, tras el cual está la localidad de Gallegos del Río, donde la carretera enlaza con Puercas y Flores. Después la ZA-P-1405 circunvala a Valer y llega a Bercianos de Aliste. Aquí la carretera se integra en la ZA-P-1407. La carretera vuelve a aparecer al salir de la localidad, pero con un desfase de varios kilómetros debido a que se han reservado dichos kilómetros para variantes de poblaciones que aumentarían el número de kilómetros. Entonces la carretera pasa por San Vicente de la Cabeza, localidad que ha sido desdoblada por la estrechez de la travesía urbana. Después la carretera pasa por un tramo limitado a 60 km/h debido a numerosas curvas ligera y la fuerte siniestralidad. La carretera pasa entonces por Palazuelo de las Cuevas y Las Torres de Aliste. Allí la carretera enlaza con la ZA-L-2454 hacia San Vitero y la ZA-L-2455 hacia Estación de Pobladura de Aliste. Finalmente la carretera pasa por Pobladura de Aliste y llega a Mahíde, donde termina en la carretera ZA-912.

## Cruces

### Tramo Zamora - La Hiniesta
| Zamora - La Hiniesta                       | Zamora - La Hiniesta | Zamora - La Hiniesta | Zamora - La Hiniesta       | Zamora - La Hiniesta                       | Zamora - La Hiniesta                      | Zamora - La Hiniesta         | Zamora - La Hiniesta         | Zamora - La Hiniesta |
| Esquema                                    | PK                   | Sentido Mahíde (creciente) | Sentido Mahíde (creciente) | Sentido Mahíde (creciente)                 | Sentido Zamora (decreciente)              | Sentido Zamora (decreciente) | Sentido Zamora (decreciente) | Notas                |
| Esquema                                    | PK                   | Velocidad | Elemento                   | Salida                                     | Salida                                    | Elemento                     | Velocidad                    | Notas                |
| ------------------------------------------ | -------------------- | --- | -------------------------- | ------------------------------------------ | ----------------------------------------- | ---------------------------- | ---------------------------- | -------------------- |
|                                            | 0,000                | |                            | Inicio de la ZA-P-1405 Continúa dirección: | Final de la ZA-P-1405 Intersección hacia: |                              |                              |                      |
| ZA-P-1405 La Hiniesta - Carbajales de Alba | 0,000                | Zamora (centro) Polígono Industrial La Hiniesta ZA-20 Zamora (este) ZA-11 N-630 Benavente - León A-11 E-82 Alcañices - Braganza ZA-12 N-122 A-11 E-82 Tordesillas - Valladolid ZA-13 A-66 Salamanca |                            |                                            |                                           |                              |                              |                      |
|                                            | 0,200                | |                            | ZAMORA                                     | ZAMORA                                    |                              |                              |                      |
|                                            | 0,750                | |                            | Polígono Industrial La Hiniesta Ampliación |                                           |                              |                              |                      |
|                                            | 1,900                | |                            | Bosque de Valorio                          | Bosque de Valorio                         |                              |                              |                      |
|                                            | 2,100                | |                            | COMIENZO TRAMO CURVAS PELIGROSAS           | FIN TRAMO CURVAS PELIGROSAS               |                              |                              |                      |
|                                            | 2,700                | |                            | FIN TRAMO CURVAS PELIGROSAS                | COMIENZO TRAMO CURVAS PELIGROSAS          |                              |                              |                      |
|                                            | 3,150                | |                            | CURVA PELIGROSA                            | CURVA PELIGROSA                           |                              |                              |                      |
|                                            | 3,500                | |                            | Arroyo de Valderrey                        | Arroyo de Valderrey                       |                              |                              |                      |
|                                            | 4,400                | |                            | La Hiniesta                                | La Hiniesta                               |                              |                              |                      |
|                                            | 4,900                | |                            | CRUCE DE GANADO                            | CRUCE DE GANADO                           |                              |                              |                      |
|                                            | 5,500                | |                            | La Hiniesta                                | La Hiniesta                               |                              |                              |                      |
|                                            | 6,200                | |                            | La Hiniesta                                | Dirección: ZA-P-1405 Zamora               |                              |                              |                      |

### Tramo La Hiniesta - Carbajales de Alba
| La Hiniesta - Carbajales de Alba | La Hiniesta - Carbajales de Alba | La Hiniesta - Carbajales de Alba | La Hiniesta - Carbajales de Alba | La Hiniesta - Carbajales de Alba                                      | La Hiniesta - Carbajales de Alba                       | La Hiniesta - Carbajales de Alba | La Hiniesta - Carbajales de Alba | La Hiniesta - Carbajales de Alba |
| Esquema                          | PK                               | Sentido Mahíde (creciente)       | Sentido Mahíde (creciente)       | Sentido Mahíde (creciente)                                            | Sentido Zamora (decreciente)                           | Sentido Zamora (decreciente)     | Sentido Zamora (decreciente)     | Notas                            |
| Esquema                          | PK                               | Velocidad                        | Elemento                         | Salida                                                                | Salida                                                 | Elemento                         | Velocidad                        | Notas                            |
| -------------------------------- | -------------------------------- | -------------------------------- | -------------------------------- | --------------------------------------------------------------------- | ------------------------------------------------------ | -------------------------------- | -------------------------------- | -------------------------------- |
|                                  | 6,200                            |                                  |                                  | Dirección: ZA-P-1405 Carbajales de Alba                               | La Hiniesta                                            |                                  |                                  |                                  |
|                                  | 6,900                            |                                  |                                  | LAV Olmedo-Zamora-Galicia                                             | LAV Olmedo-Zamora-Galicia                              |                                  |                                  |                                  |
|                                  | 7,700                            |                                  |                                  | CURVA PELIGROSA                                                       | CURVA PELIGROSA                                        |                                  |                                  |                                  |
|                                  | 7,750                            |                                  |                                  | FFCC Zamora-Ourense                                                   | FFCC Zamora-Ourense                                    |                                  |                                  |                                  |
|                                  | 7,800                            |                                  |                                  | CURVA PELIGROSA                                                       | CURVA PELIGROSA                                        |                                  |                                  |                                  |
|                                  | 10,600                           |                                  | ↑ 1 km ↑                         | COMIENZO TRAMO CURVAS PELIGROSAS                                      | FIN TRAMO CURVAS PELIGROSAS                            |                                  |                                  |                                  |
|                                  | 11,600                           |                                  |                                  | FIN TRAMO CURVAS PELIGROSAS                                           | COMIENZO TRAMO CURVAS PELIGROSAS                       | ↑ 1 km ↑                         |                                  |                                  |
|                                  | 12,050                           |                                  |                                  | CRUCE DE GANADO                                                       | CRUCE DE GANADO                                        |                                  |                                  |                                  |
|                                  | 12,200                           |                                  |                                  | ANDAVÍAS                                                              | ANDAVÍAS                                               |                                  |                                  |                                  |
|                                  | 12,750                           |                                  |                                  | ESTRECHAMIENTO                                                        | ESTRECHAMIENTO                                         |                                  |                                  |                                  |
|                                  | 13,200                           |                                  |                                  | ANDAVÍAS                                                              | ANDAVÍAS                                               |                                  |                                  |                                  |
|                                  | 13,650                           |                                  |                                  | Arroyo de Valsordo                                                    | Arroyo de Valsordo                                     |                                  |                                  |                                  |
|                                  | 13,820                           |                                  |                                  | CURVA PELIGROSA                                                       | CURVA PELIGROSA                                        |                                  |                                  |                                  |
|                                  | 14,100                           |                                  |                                  | CURVA PELIGROSA                                                       | CURVA PELIGROSA                                        |                                  |                                  |                                  |
|                                  | 14,250                           |                                  |                                  | PALACIOS DEL PAN                                                      | PALACIOS DEL PAN                                       |                                  |                                  |                                  |
|                                  | 15,200                           |                                  |                                  | PALACIOS DEL PAN                                                      | PALACIOS DEL PAN                                       |                                  |                                  |                                  |
|                                  | 16,500                           |                                  | ↑ 2 km ↑                         | COMIENZO TRAMO CURVAS PELIGROSAS                                      | FIN TRAMO CURVAS PELIGROSAS                            |                                  |                                  |                                  |
|                                  | 17,200                           |                                  |                                  | COMIENZO TRAMO DESPRENDIMIENTOS                                       | FIN TRAMO DESPRENDIMIENTOS                             |                                  |                                  |                                  |
|                                  | 17,250                           |                                  |                                  | Arroyo de las Casas                                                   | Arroyo de las Casas                                    |                                  |                                  |                                  |
|                                  | 17,600                           |                                  |                                  | FIN TRAMO DESPRENDIMIENTOS                                            | COMIENZO TRAMO DESPRENDIMIENTOS                        |                                  |                                  |                                  |
|                                  | 18,000                           |                                  |                                  | CRUCE DE GANADO                                                       | CRUCE DE GANADO                                        |                                  |                                  |                                  |
|                                  | 18,500                           |                                  |                                  | FIN TRAMO CURVAS PELIGROSAS                                           | COMIENZO TRAMO CURVAS PELIGROSAS                       | ↑ 2 km ↑                         |                                  |                                  |
|                                  | 19,600                           |                                  |                                  | Puente de Manzanal Longitud: 480 m Embalse de Ricobayo                | Puente de Manzanal Longitud: 480 m Embalse de Ricobayo |                                  |                                  |                                  |
|                                  | 21,650                           |                                  |                                  | MANZANAL DEL BARCO                                                    | MANZANAL DEL BARCO                                     |                                  |                                  |                                  |
|                                  | 22,250                           |                                  |                                  | MANZANAL DEL BARCO                                                    | MANZANAL DEL BARCO                                     |                                  |                                  |                                  |
|                                  | 23,300                           |                                  |                                  | CRUCE DE GANADO                                                       | CRUCE DE GANADO                                        |                                  |                                  |                                  |
|                                  | 25,700                           |                                  |                                  | CRUCE DE GANADO                                                       | CRUCE DE GANADO                                        |                                  |                                  |                                  |
|                                  | 25,900                           |                                  |                                  | CARBAJALES DE ALBA                                                    | CARBAJALES DE ALBA                                     |                                  |                                  |                                  |
|                                  | 26,500                           |                                  |                                  | ZA-P-2439 Castillo de Alba - Fonfría Estación de Carbajales - Losilla | Dirección: ZA-P-1405 Manzanal del Barco - Zamora       |                                  |                                  |                                  |

### Tramo Carbajales de Alba -ZA-902
| Carbajales de Alba - ZA-902 | Carbajales de Alba - ZA-902 | Carbajales de Alba - ZA-902 | Carbajales de Alba - ZA-902 | Carbajales de Alba - ZA-902                                 | Carbajales de Alba - ZA-902                                           | Carbajales de Alba - ZA-902  | Carbajales de Alba - ZA-902  | Carbajales de Alba - ZA-902 |
| Esquema                     | PK                          | Sentido Mahíde (creciente)  | Sentido Mahíde (creciente)  | Sentido Mahíde (creciente)                                  | Sentido Zamora (decreciente)                                          | Sentido Zamora (decreciente) | Sentido Zamora (decreciente) | Notas                       |
| Esquema                     | PK                          | Velocidad                   | Elemento                    | Salida                                                      | Salida                                                                | Elemento                     | Velocidad                    | Notas                       |
| --------------------------- | --------------------------- | --------------------------- | --------------------------- | ----------------------------------------------------------- | --------------------------------------------------------------------- | ---------------------------- | ---------------------------- | --------------------------- |
|                             | 26,500                      |                             |                             | Dirección: ZA-P-1405 Muga de Alba - Losacino                | ZA-P-2439 Castillo de Alba - Fonfría Estación de Carbajales - Losilla |                              |                              |                             |
|                             | 27,450                      |                             |                             | CARBAJALES DE ALBA                                          | CARBAJALES DE ALBA                                                    |                              |                              |                             |
|                             | 30,550                      |                             |                             | MUGA DE ALBA                                                | MUGA DE ALBA                                                          |                              |                              |                             |
|                             | 30,850 a 31,300             |                             |                             | TRAVESÍA URBANA                                             | TRAVESÍA URBANA                                                       |                              |                              |                             |
|                             | 31,600                      |                             |                             | MUGA DE ALBA                                                | MUGA DE ALBA                                                          |                              |                              |                             |
|                             | 33,650                      |                             |                             | ZA-L-2421 Losacino                                          | ZA-L-2421 Losacino                                                    |                              |                              |                             |
|                             | 34,150                      |                             |                             | COMIENZO TRAMO CURVAS PELIGROSAS                            | FIN TRAMO CURVAS PELIGROSAS                                           |                              |                              |                             |
|                             | 35,300                      |                             |                             | CRUCE DE GANADO                                             | CRUCE DE GANADO                                                       |                              |                              |                             |
|                             | 35,315                      |                             |                             | Arroyo de Valdeladrón                                       | Arroyo de Valdeladrón                                                 |                              |                              |                             |
|                             | 36,550                      |                             |                             | FIN TRAMO CURVAS PELIGROSAS                                 | COMIENZO TRAMO CURVAS PELIGROSAS                                      |                              |                              |                             |
|                             | 36,700                      |                             |                             | ZA-902 Vide de Alba - Fonfría San Martín de Tábara - Tábara | Dirección: ZA-P-1405 Losacino - Carbajales de Alba                    |                              |                              |                             |

### TramoZA-902- Bercianos de Aliste
| ZA-902 - Bercianos de Aliste | ZA-902 - Bercianos de Aliste | ZA-902 - Bercianos de Aliste | ZA-902 - Bercianos de Aliste | ZA-902 - Bercianos de Aliste                                            | ZA-902 - Bercianos de Aliste                                            | ZA-902 - Bercianos de Aliste | ZA-902 - Bercianos de Aliste | ZA-902 - Bercianos de Aliste |
| Esquema                      | PK                           | Sentido Mahíde (creciente)   | Sentido Mahíde (creciente)   | Sentido Mahíde (creciente)                                              | Sentido Zamora (decreciente)                                            | Sentido Zamora (decreciente) | Sentido Zamora (decreciente) | Notas                        |
| Esquema                      | PK                           | Velocidad                    | Elemento                     | Salida                                                                  | Salida                                                                  | Elemento                     | Velocidad                    | Notas                        |
| ---------------------------- | ---------------------------- | ---------------------------- | ---------------------------- | ----------------------------------------------------------------------- | ----------------------------------------------------------------------- | ---------------------------- | ---------------------------- | ---------------------------- |
|                              | 36,700                       |                              |                              | Dirección: ZA-P-1405 Vegalatrave - Bercianos de Aliste                  | ZA-902 Vide de Alba - Fonfría San Martín de Tábara - Tábara             |                              |                              |                              |
|                              | 36,850                       |                              |                              | COMIENZO TRAMO CURVAS PELIGROSAS                                        | FIN TRAMO CURVAS PELIGROSAS                                             |                              |                              |                              |
|                              | 38,150                       |                              |                              | FIN TRAMO CURVAS PELIGROSAS                                             | COMIENZO TRAMO CURVAS PELIGROSAS                                        |                              |                              |                              |
|                              | 38,200                       |                              |                              | Arroyo de las Apretaduras                                               | Arroyo de las Apretaduras                                               |                              |                              |                              |
|                              | 38,225                       |                              |                              | Puercas - Ferreruela de Tábara                                          | Puercas - Ferreruela de Tábara                                          |                              |                              |                              |
|                              | 38,230                       |                              |                              | VEGALATRAVE                                                             | VEGALATRAVE                                                             |                              |                              |                              |
|                              | 38,500                       |                              |                              | ZA-V-2421 Samir de los Caños - Fornillos de Aliste                      | ZA-V-2421 Samir de los Caños - Fornillos de Aliste                      |                              |                              |                              |
|                              | 39,100                       |                              |                              | VEGALATRAVE                                                             | VEGALATRAVE                                                             |                              |                              |                              |
|                              | 41,530                       |                              |                              | COMIENZO TRAMO CURVAS PELIGROSAS                                        | FIN TRAMO CURVAS PELIGROSAS                                             |                              |                              |                              |
|                              | 42,000                       |                              |                              | FIN TRAMO CURVAS PELIGROSAS                                             | COMIENZO TRAMO CURVAS PELIGROSAS                                        |                              |                              |                              |
|                              | 42,200                       |                              |                              | COMIENZO TRAMO CURVAS PELIGROSAS                                        | FIN TRAMO CURVAS PELIGROSAS                                             |                              |                              |                              |
|                              | 42,670                       |                              |                              | FIN TRAMO CURVAS PELIGROSAS                                             | COMIENZO TRAMO CURVAS PELIGROSAS                                        |                              |                              |                              |
|                              | 42,720                       |                              |                              | Río Aliste                                                              | Río Aliste                                                              |                              |                              |                              |
|                              | 42,850                       |                              |                              | DOMEZ                                                                   | DOMEZ                                                                   |                              |                              |                              |
|                              | 43,450                       |                              |                              | DOMEZ                                                                   | DOMEZ                                                                   |                              |                              |                              |
|                              | 43,650                       |                              |                              | CURVA PELIGROSA                                                         | CURVA PELIGROSA                                                         |                              |                              |                              |
|                              | 45,000                       |                              |                              | COMIENZO TRAMO CURVAS PELIGROSAS                                        | FIN TRAMO CURVAS PELIGROSAS                                             |                              |                              |                              |
|                              | 45,350                       |                              |                              | FIN TRAMO CURVAS PELIGROSAS                                             | COMIENZO TRAMO CURVAS PELIGROSAS                                        |                              |                              |                              |
|                              | 45,850                       |                              |                              | COMIENZO TRAMO DESPRENDIMIENTOS                                         | FIN TRAMO DESPRENDIMIENTOS                                              |                              |                              |                              |
|                              | 45,950                       |                              |                              | ZA-P-2433 Lober - N-122                                                 | ZA-P-2433 Lober - N-122                                                 |                              |                              |                              |
|                              | 46,475                       |                              |                              | FIN TRAMO DESPRENDIMIENTOS                                              | COMIENZO TRAMO DESPRENDIMIENTOS                                         |                              |                              |                              |
|                              | 46,525                       |                              |                              | CURVA PELIGROSA                                                         | CURVA PELIGROSA                                                         |                              |                              |                              |
|                              | 46,600                       |                              |                              | Río Aliste                                                              | Río Aliste                                                              |                              |                              |                              |
|                              | 46,760                       |                              |                              | GALLEGOS DEL RÍO                                                        | GALLEGOS DEL RÍO                                                        |                              |                              |                              |
|                              | 47,200                       |                              |                              | ZA-P-2433 Puercas ZA-L-2437 Flores                                      | ZA-P-2433 Puercas ZA-L-2437 Flores                                      |                              |                              |                              |
|                              | 47,500                       |                              |                              | GALLEGOS DEL RÍO                                                        | GALLEGOS DEL RÍO                                                        |                              |                              |                              |
|                              | 47,600                       |                              |                              | CRUCE DE GANADO                                                         | CRUCE DE GANADO                                                         |                              |                              |                              |
|                              | 48,250                       |                              |                              | CURVA PELIGROSA                                                         | CURVA PELIGROSA                                                         |                              |                              |                              |
|                              | 49,800                       |                              |                              | Valer                                                                   | Valer                                                                   |                              |                              |                              |
|                              | 50,300                       |                              |                              | Rivera de Riofrío                                                       | Rivera de Riofrío                                                       |                              |                              |                              |
|                              | 50,900                       |                              |                              | CRUCE DE GANADO                                                         | CRUCE DE GANADO                                                         |                              |                              |                              |
|                              | 51,100                       |                              |                              | Valer                                                                   | Valer                                                                   |                              |                              |                              |
|                              | 55,450                       |                              |                              | PELIGRO TRAMO DESLIZANTE                                                | FIN TRAMO DESLIZANTE                                                    |                              |                              |                              |
|                              | 56,000                       |                              |                              | BERCIANOS DE ALISTE                                                     | BERCIANOS DE ALISTE                                                     |                              |                              |                              |
|                              | 56,050                       |                              |                              | FIN TRAMO DESLIZANTE                                                    | PELIGRO TRAMO DESLIZANTE                                                |                              |                              |                              |
|                              | 56,100                       |                              |                              | ZA-P-1407 Rabanales - Alcañices                                         | ZA-P-1407 Rabanales - Alcañices                                         |                              |                              |                              |
|                              | 56,100                       |                              |                              | Fin de la ZA-P-1405 Continúa por: ZA-P-1407 Sarracín de Aliste - Tábara | Inicio de la ZA-P-1405 Dirección: ZA-P-1405 Carbajales de Alba - Zamora |                              |                              |                              |

### Tramo Bercianos de Aliste - Las Torres de Aliste
| Bercianos de Aliste - Las Torres de Aliste | Bercianos de Aliste - Las Torres de Aliste | Bercianos de Aliste - Las Torres de Aliste | Bercianos de Aliste - Las Torres de Aliste | Bercianos de Aliste - Las Torres de Aliste                                    | Bercianos de Aliste - Las Torres de Aliste                            | Bercianos de Aliste - Las Torres de Aliste | Bercianos de Aliste - Las Torres de Aliste | Bercianos de Aliste - Las Torres de Aliste |
| Esquema                                    | PK                                         | Sentido Mahíde (creciente)                 | Sentido Mahíde (creciente)                 | Sentido Mahíde (creciente)                                                    | Sentido Zamora (decreciente)                                          | Sentido Zamora (decreciente)               | Sentido Zamora (decreciente)               | Notas                                      |
| Esquema                                    | PK                                         | Velocidad                                  | Elemento                                   | Salida                                                                        | Salida                                                                | Elemento                                   | Velocidad                                  | Notas                                      |
| ------------------------------------------ | ------------------------------------------ | ------------------------------------------ | ------------------------------------------ | ----------------------------------------------------------------------------- | --------------------------------------------------------------------- | ------------------------------------------ | ------------------------------------------ | ------------------------------------------ |
|                                            | 61,100                                     |                                            |                                            | Inicio de la ZA-P-1405 Dirección: ZA-P-1405 San Vicente de la Cabeza - Mahíde | ZA-P-1407 Sarracín de Aliste - Tábara Bercianos de Aliste - Alcañices |                                            |                                            |                                            |
|                                            | 62,720                                     |                                            |                                            | SAN VICENTE DE LA CABEZA                                                      | SAN VICENTE DE LA CABEZA                                              |                                            |                                            |                                            |
|                                            | 62,760                                     |                                            |                                            | San Vicente de la Cabeza                                                      | San Vicente de la Cabeza                                              |                                            |                                            |                                            |
|                                            | 63,680                                     |                                            |                                            |                                                                               | San Vicente de la Cabeza                                              |                                            |                                            |                                            |
|                                            | 63,730                                     |                                            |                                            | SAN VICENTE DE LA CABEZA                                                      | SAN VICENTE DE LA CABEZA                                              |                                            |                                            |                                            |
|                                            | 63,950                                     |                                            |                                            | CURVA PELIGROSA                                                               | CURVA PELIGROSA                                                       |                                            |                                            |                                            |
|                                            | 65,950                                     |                                            |                                            | Villarino de Cebal - San Vitero Cabañas de Aliste                             | Villarino de Cebal - San Vitero Cabañas de Aliste                     |                                            |                                            |                                            |
|                                            | 66,150                                     |                                            |                                            | PALAZUELO DE LAS CUEVAS                                                       | PALAZUELO DE LAS CUEVAS                                               |                                            |                                            |                                            |
|                                            | 66,250                                     |                                            |                                            | CURVA PELIGROSA                                                               | CURVA PELIGROSA                                                       |                                            |                                            |                                            |
|                                            | 66,350                                     |                                            |                                            | CURVA PELIGROSA                                                               | CURVA PELIGROSA                                                       |                                            |                                            |                                            |
|                                            | 66,950                                     |                                            |                                            | PALAZUELO DE LAS CUEVAS                                                       | PALAZUELO DE LAS CUEVAS                                               |                                            |                                            |                                            |
|                                            | 68,000                                     |                                            |                                            | COMIENZO TRAMO CURVAS PELIGROSAS                                              | FIN TRAMO CURVAS PELIGROSAS                                           |                                            |                                            |                                            |
|                                            | 68,450                                     |                                            |                                            | FIN TRAMO CURVAS PELIGROSAS                                                   | COMIENZO TRAMO CURVAS PELIGROSAS                                      |                                            |                                            |                                            |
|                                            | 70,200                                     |                                            |                                            | LAS TORRES DE ALISTE                                                          | LAS TORRES DE ALISTE                                                  |                                            |                                            |                                            |
|                                            | 70,250 a 70,550                            |                                            |                                            | TRAVESÍA URBANA                                                               | TRAVESÍA URBANA                                                       |                                            |                                            |                                            |
|                                            | 70,570                                     |                                            |                                            | ZA-L-2454 San Vitero                                                          | Dirección: ZA-P-1405 San Vicente de la Cabeza Bercianos de Aliste     |                                            |                                            |                                            |

### Tramo Las Torres de Aliste - Mahíde
| Las Torres de Aliste - Mahíde | Las Torres de Aliste - Mahíde | Las Torres de Aliste - Mahíde | Las Torres de Aliste - Mahíde | Las Torres de Aliste - Mahíde                        | Las Torres de Aliste - Mahíde | Las Torres de Aliste - Mahíde | Las Torres de Aliste - Mahíde | Las Torres de Aliste - Mahíde |
| Esquema                       | PK                            | Sentido Mahíde (creciente)    | Sentido Mahíde (creciente)    | Sentido Mahíde (creciente)                           | Sentido Zamora (decreciente) | Sentido Zamora (decreciente)  | Sentido Zamora (decreciente)  | Notas                         |
| Esquema                       | PK                            | Velocidad                     | Elemento                      | Salida                                               | Salida | Elemento                      | Velocidad                     | Notas                         |
| ----------------------------- | ----------------------------- | ----------------------------- | ----------------------------- | ---------------------------------------------------- | --- | ----------------------------- | ----------------------------- | ----------------------------- |
|                               | 70,570                        |                               |                               | Dirección: ZA-P-1405 Pobladura de Aliste - Mahíde    | ZA-L-2454 San Vitero |                               |                               |                               |
|                               | 70,650                        |                               |                               | LAS TORRES DE ALISTE                                 | LAS TORRES DE ALISTE |                               |                               |                               |
|                               | 70,770                        |                               |                               | ZA-L-2455 Estación de La Torre de Aliste-Pobladura   | ZA-L-2455 Estación de La Torre de Aliste-Pobladura                                                                                 |                               |                               |                               |
|                               | 72,150                        |                               |                               | COMIENZO TRAMO CURVAS PELIGROSAS                     | FIN TRAMO CURVAS PELIGROSAS |                               |                               |                               |
|                               | 72,450                        |                               |                               | FIN TRAMO CURVAS PELIGROSAS                          | COMIENZO TRAMO CURVAS PELIGROSAS                                                                                                   |                               |                               |                               |
|                               | 72,500                        |                               |                               | POBLADURA DE ALISTE                                  | POBLADURA DE ALISTE |                               |                               |                               |
|                               | 72,520                        |                               |                               | Río Aliste                                           | Río Aliste |                               |                               |                               |
|                               | 72,520 a 73,000               |                               |                               | TRAVESÍA URBANA                                      | TRAVESÍA URBANA |                               |                               |                               |
|                               | 73,000                        |                               |                               | Río Aliste                                           | Río Aliste |                               |                               |                               |
|                               | 73,250                        |                               |                               | POBLADURA DE ALISTE                                  | POBLADURA DE ALISTE |                               |                               |                               |
|                               | 73,300                        |                               |                               | COMIENZO TRAMO CURVAS PELIGROSAS                     | FIN TRAMO CURVAS PELIGROSAS |                               |                               |                               |
|                               | 73,570                        |                               |                               | FIN TRAMO CURVAS PELIGROSAS                          | COMIENZO TRAMO CURVAS PELIGROSAS                                                                                                   |                               |                               |                               |
|                               | 73,950                        |                               |                               | COMIENZO TRAMO CURVAS PELIGROSAS                     | FIN TRAMO CURVAS PELIGROSAS |                               |                               |                               |
|                               | 74,250                        |                               |                               | FIN TRAMO CURVAS PELIGROSAS                          | COMIENZO TRAMO CURVAS PELIGROSAS                                                                                                   |                               |                               |                               |
|                               | 74,880                        |                               |                               | COMIENZO TRAMO CURVAS PELIGROSAS                     | FIN TRAMO CURVAS PELIGROSAS |                               |                               |                               |
|                               | 75,400                        |                               |                               | FIN TRAMO CURVAS PELIGROSAS                          | COMIENZO TRAMO CURVAS PELIGROSAS                                                                                                   |                               |                               |                               |
|                               | 77,100                        |                               |                               | MAHÍDE                                               | MAHÍDE |                               |                               |                               |
|                               | 77,150                        |                               |                               | Río Aliste                                           | Río Aliste |                               |                               |                               |
|                               | 77,200 a 77,500               |                               |                               | TRAVESÍA URBANA                                      | TRAVESÍA URBANA |                               |                               |                               |
|                               | 77,500                        |                               |                               | ZA-912 Boya - Villardeciervos San Vitero - Alcañices | Inicio de la ZA-P-1405 Dirección: ZA-P-1405 Pobladura de Aliste - La Torre de Aliste Palazuelo de las Cuevas - Bercianos de Aliste |                               |                               |                               |